# Élections législatives de 1967 dans le Lot
Les élections législatives françaises de 1967 se déroulent les 5 et 12 mars 1967. Dans le département du Lot, deux députés sont à élire dans le cadre de deux circonscriptions.

## Élus
| Circonscription | Député sortant       | Parti | Parti  | Député élu ou réélu | Parti | Parti          |
| --------------- | -------------------- | ----- | ------ | ------------------- | ----- | -------------- |
| 1re             | Maurice Faure        |       | Radsoc | Maurice Faure       |       | FGDS (Radical) |
| 2e              | Georges Juskiewenski |       | Radsoc | Bernard Pons        |       | UD-Ve          |

## Résultats

### Résultats à l'échelle du département
| Parti          | Parti                                           | Premier tour | Premier tour | Second tour | Second tour | Sièges |
| Parti          | Parti                                           | Voix         | %            | Voix        | %           | Sièges |
| -------------- | ----------------------------------------------- | ------------ | ------------ | ----------- | ----------- | ------ |
|                | Union des démocrates pour la Ve République      | 29 999       | 36,33        | 40 289      | 48,63       | 1      |
|                | Union des républicains de progrès               | 29 999       | 36,33        | 40 289      | 48,63       | 1      |
|                |                                                 |              |              |             |             |        |
|                | Parti radical                                   | 13 388       | 16,21        | 20 834      | 25,15       | 1      |
|                | Convention des institutions républicaines       | 3 611        | 4,37         |             |             | 0      |
|                | Fédération de la gauche démocrate et socialiste | 16 999       | 20,59        | 20 834      | 25,15       | 1      |
|                |                                                 |              |              |             |             |        |
|                | Parti communiste français                       | 16 463       | 19,94        | 18 095      | 21,84       | 0      |
|                | Progrès et démocratie moderne                   | 11 191       | 13,55        | 95          | 0,11        | 0      |
|                | Socialistes indépendants                        | 7 916        | 9,59         | 3 541       | 4,27        | 0      |
|                |                                                 |              |              |             |             |        |
| Inscrits       | Inscrits                                        | 100 839      | 100,00       | 100 836     | 100,00      | 2      |
| Abstentions    | Abstentions                                     | 16 674       | 16,54        | 15 211      | 15,08       |        |
| Votants        | Votants                                         | 84 165       | 83,46        | 85 625      | 84,92       |        |
| Blancs et nuls | Blancs et nuls                                  | 1 597        | 1,9          | 2 771       | 3,24        |        |
| Exprimés       | Exprimés                                        | 82 568       | 98,1         | 82 854      | 96,76       |        |

### Résultats par circonscription

#### Première circonscription (Cahors)
| Candidat       | Candidat                    | Parti          | Premier tour | Premier tour | Second tour | Second tour |  |
| Candidat       | Candidat                    | Parti          | Voix         | %            | Voix        | %           |  |
| -------------- | --------------------------- | -------------- | ------------ | ------------ | ----------- | ----------- |  |
|                | Jean-Pierre Dannaud         | UD-Ve          | 14 833       | 35,11        | 18 674      | 43,38       |  |
|                | Maurice Faure sortant réélu | FGDS (Radical) | 13 388       | 31,69        | 20 834      | 48,4        |  |
|                | Ernest Marcouly             | Soc.ind.       | 7 916        | 18,74        | 3 541       | 8,23        |  |
|                | Yves Arènes                 | PCF            | 6 108        | 14,46        | Retrait     | Retrait     |  |
|                |                             |                |              |              |             |             |  |
| Inscrits       | Inscrits                    | Inscrits       | 51 340       | 100,00       | 51 337      | 100,00      |  |
| Abstentions    | Abstentions                 | Abstentions    | 8 317        | 16,2         | 7 406       | 14,43       |  |
| Votants        | Votants                     | Votants        | 43 023       | 83,8         | 43 931      | 85,57       |  |
| Blancs et nuls | Blancs et nuls              | Blancs et nuls | 778          | 1,81         | 882         | 2,01        |  |
| Exprimés       | Exprimés                    | Exprimés       | 42 245       | 98,19        | 43 049      | 97,99       |  |

#### Deuxième circonscription (Figeac)
| Candidat       | Candidat                     | Parti          | Premier tour | Premier tour | Second tour | Second tour |  |
| Candidat       | Candidat                     | Parti          | Voix         | %            | Voix        | %           |  |
| -------------- | ---------------------------- | -------------- | ------------ | ------------ | ----------- | ----------- |  |
|                | Bernard Pons élu             | UD-Ve          | 15 166       | 37,61        | 21 615      | 54,3        |  |
|                | Georges Juskiewenski sortant | CD (PDM)       | 11 191       | 27,75        | 95          | 0,24        |  |
|                | Henri Thamier                | PCF            | 10 355       | 25,68        | 18 095      | 45,46       |  |
|                | Jean Bonnafous               | FGDS (CIR)     | 3 611        | 8,96         |             |             |  |
|                |                              |                |              |              |             |             |  |
| Inscrits       | Inscrits                     | Inscrits       | 49 499       | 100,00       | 49 499      | 100,00      |  |
| Abstentions    | Abstentions                  | Abstentions    | 8 357        | 16,88        | 7 805       | 15,77       |  |
| Votants        | Votants                      | Votants        | 41 142       | 83,12        | 41 694      | 84,23       |  |
| Blancs et nuls | Blancs et nuls               | Blancs et nuls | 819          | 1,99         | 1 889       | 4,53        |  |
| Exprimés       | Exprimés                     | Exprimés       | 40 323       | 98,01        | 39 805      | 95,47       |  |